# Bouvelinghem
Bouvelinghem is een dorp en gemeente in het Franse departement Pas-de-Calais (regio Hauts-de-France) en telt 207 inwoners (2008). De plaats maakt deel uit van het arrondissement Sint-Omaars.

## Naam
De plaatsnaam heeft een Oudnederlandse herkomst. De oudste vermelding is uit 1142 als Bovelingeham. Het betreft een samenstelling, waarbij het eerste element een afleiding is van een persoonsnaam + het afstammingsuffix -ing +  -heem (woonplaats, woongebied, dorp, buurtschap). De betekenis van de plaatsnaam is dan: 'woning, woonplaats van de lieden van X'. De huidige Franstalige plaatsnaam is hiervan een fonetische nabootsing.
De spelling van de naam van het dorp heeft door de eeuwen heen gevarieerd. Chronologisch heette het achtereenvolgens: Bovelingeham (1142), Bovlingehem (1145), Bovelingehem (1157), Bouvlinghem (1159-1167), Bouvelinghehem (1164-1171), Bovelinghehem (1199), Bouvelinghem (1249), Bovinghehem (1297), Bovlinghem (13e eeuw), Boivlingehem (1300), Bouvlinghem (1313), Bouvehinghem (1449), Bovelinghem (v. 1512), Bowelinghen (1695). Hierna kreeg en behield het zijn huidige naam en spellingswijze.

## Geografie
De oppervlakte van Bouvelinghem bedraagt 6,2 km², de bevolkingsdichtheid is 24,5 inwoners per km². Het betreft een oude agglomeratie en dorp waar sinds de zeer vroege middeleeuwen mensen woonden.
De onderstaande kaart toont de ligging van Bouvelinghem met de belangrijkste infrastructuur en aangrenzende gemeenten.

## Demografie
Onderstaande figuur toont het verloop van het inwonertal (bron: INSEE-tellingen).